# Lunule (ongle)
Pour les articles homonymes, voir lunule.
 Mise en garde médicale
La lunule est la tache claire circulaire située sur la base de chaque ongle de l'être humain. Elle est beaucoup plus prononcée sur le pouce que sur les autres doigts.
Elle se forme à la suite d'un relâchement dans la formation des lamelles de kératine qui composent l'ongle.

## Étymologie
Le mot lunule vient du latin lūnŭla diminutif de lūna « lune » et qui désigne un ornement féminin.

## Signes médicaux
L'absence de lunule au pouce peut être un signe nécessitant une investigation médicale car suggestive d'une anémie ou d'une malnutrition.[réf. nécessaire]
D'autres anomalies de la lunule peuvent être des signes d'autres diagnostics médicaux. 
- Une teinte bleue peut être observée dans le cadre d'un diabète, d'une intoxication à l'argent ou de la maladie de Wilson.
- Une coloration rouge est plutôt évocatrice d'une maladie cardiovasculaire, d'une leucémie ou d'autres pathologies[2].